# Baleyssagues
Baleyssagues è un comune francese di 194 abitanti situato nel dipartimento del Lot e Garonna nella regione della Nuova Aquitania.

## Società

### Evoluzione demografica
Abitanti censiti